# Clash: Artifacts of Chaos
Clash: Artifacts of Chaos — пригодницька відеогра 2023 року, розроблена ACE Team і видана Nacon. Гра є третьою частиною серії Zeno Clash.

## Сюжет
Дія Clash: Artifacts of Chaos розгортається в Zenozoik — фентезійному світі, що є локацією у всесвіті Zeno Clash і Zeno Clash 2. Головний герой — майстер бойових мистецтв на ім'я Псевдо, який стає охоронцем Хлопчика, маленької істоти, що володіє здібностями до зцілення, яких прагне здобути тиран Геміні та її поплічники.

## Геймплей
Як і в попередніх іграх серії, геймплей Clash: Artifacts of Chaos зосереджений на рукопашному бою без зброї. У той час як два попередні тайтли використовували виключно вигляд від першої особи під час ігрових послідовностей, третя частина грається переважно в перспективі від третьої особи. Вигляд від першої особи обмежений лише короткими послідовностями, що можуть призвести до виконання фінішерних атак.
Боєць, що зустрічається з розумними істотами, може передувати раунд Ритуалу — гри в кості, яка надає переможцю тактичну перевагу у вигляді варіантів, таких як додатковий союзник або хмара туману, непрозора тільки для супротивника.
Вперше в серії гра містить систему налаштування персонажа, включаючи атрибути, які можна збільшувати під час підвищення рівня, і бойові стійки для розблокування, такі як стійка Списа, яка дозволяє здійснювати атаки на дальній дистанції.
Іншим нововведенням у серії є лабіринтовий дизайн світу: замість карт, розділених екранами завантаження, Clash: Artifacts of Chaos відбувається у напіввідкритому світі, натхненному Bloodborne.

## Розробка
Гру було анонсовано на онлайн-прес-конференції Nacon Connect у липні 2021 року. Спочатку її вихід був запланований на червень 2022 року, але був перенесений на листопад 2022 року, а потім на 9 лютого 2023 року, і пізніше на 9 березня 2023 року.
У Clash: Artifacts of Chaos використовується унікальний фільтр візуалізації з перехресним штрихуванням, що надає грі вигляд, ніби вона намальована вручну олівцем.
Після першої співпраці з командою ACE над SolSeraph і The Eternal Cylinder, автор The Talos Principle Йонас Кіратзес брав участь у розробці Clash: Artifacts of Chaos.
Безкоштовну демо-версію було розповсюджено на фестивалі Steam Next Fest у жовтні 2022 року та на ID@Xbox Winter Game Demo Event.
Після випуску Clash отримав оцінку 64 % від PC Gamer і 71 % від Metacritic, але 95 % результатів у Steam.
| | Я не думаю, що ми коли-небудь мали такий гігантський розрив між оцінками критиків і гравцями. Clash має неймовірні 95 % рейтингу схвалення на Steam (найвищий рейтинг для будь-якої з наших ігор)... і рецензії в пресі здебільшого такі: "хм" |
| — Співзасновник Ace Team Карлос Бордо, https://twitter.com/CarlosBordeu/status/1637780804737572864 | |